# Alfonso Castaneda
Alfonso Castaneda is een gemeente in de Filipijnse provincie Nueva Vizcaya op het eiland Luzon. Bij de laatste census in 2007 had de gemeente bijna 7 duizend inwoners.

## Geografie

### Bestuurlijke indeling
Alfonso Castaneda is onderverdeeld in de volgende 6 barangays:
| - Abuyo - Cauayan - Galintuja - Lipuga - Lublub - Pelaway |

## Demografie
Alfonso Castaneda had bij de census van 2007 een inwoneraantal van 6.655 mensen. Dit zijn 1.847 mensen (38,4%) meer dan bij de vorige census van 2000. De gemiddelde jaarlijkse groei komt daarmee uit op 4,59%, hetgeen hoger is dan het landelijk jaarlijks gemiddelde over deze periode (2,04%). Vergeleken met de census van 1995 is het aantal mensen met 2.208 (49,7%) toegenomen.

De bevolkingsdichtheid van Alfonso Castaneda was ten tijde van de laatste census, met 6.655 inwoners op 375,4 km², 17,7 mensen per km².